# Cerkiew św. Włodzimierza w Brzeźnie
Cerkiew pod wezwaniem św. Włodzimierza – prawosławna cerkiew filialna w Brzeźnie. Należy do parafii św. Jana Teologa w Chełmie, w dekanacie Chełm diecezji lubelsko-chełmskiej Polskiego Autokefalicznego Kościoła Prawosławnego. 
Murowana cerkiew została wzniesiona w 2004 na miejscu drewnianej prawosławnej kaplicy cmentarnej z 1935, będącej w bardzo złym stanie technicznym. Projekt budynku został wykonany w 2001 przez Wojciecha Filipa i Macieja Maciejewskiego. Prace budowlane wykonywali sami wierni z Brzeźna z pomocą finansową parafii św. Jana Teologa w Chełmie. Kamień węgielny został położony 8 lipca 2001, zaś konsekracja świątyni miała miejsce 8 sierpnia 2004. Dokonał jej arcybiskup lubelski i chełmski Abel, fundator krzyża na kopule obiektu. 
W cerkwi znajduje się dziewięć ikon ufundowanych przez wiernych oraz ikonostas wykonany w Kowlu. Budynek wzniesiony jest na planie krzyża greckiego z jedną cebulastą kopułą.